# Cerro del Cimatario
El cerro del Cimatario es un volcán extinto que se encuentra sobre la zona de la Mesa del Centro, administrativamente está entre los municipios de Huimilpan, Corregidora y Querétaro, tiene una altura máxima de 2350 metros sobre el nivel del mar. Constituye un símbolo para la ciudad de Santiago de Querétaro ya que es dominante en el horizonte y es visible desde casi cualquier punto de está, además de que muchas calles, avenidas y colonias llevan su nombre.
La palabra cimatario proviene del chichimeca y significa: "coyote macho", y ya era conocido desde la época prehispánica. 
El Cimatario se decretó como área natural protegida el 21 de julio de 1982 creando el parque nacional El Cimatario, con una extensión territorial de 2447 ha, siendo un importante bien natural debido a los numerosos beneficios ambientales a la población siendo una importante reserva de áreas verdes para la zona conurbada de Querétaro además gracias a su composición porosa resultado de su pasado volcánico es una importante zona de recargas de los mantos acuíferos. 

## Características

### Geología
El cerro es lo que se conoce como cono monogenético significando que es resultado de una erupción, se encuentra en la mesa central sin embargo al encontrase cerca del Eje Neovolcánico a esta se le considera como una  zona de transición entre las dos provincias fisiográficas, por lo que probablemente aquellas erupciones que formaron el Eje Neovolcánico también hallan formado al Cimatario.

### Edafología
Vertisol pélico con litosol. Este suelo se encuentra en casi toda la extensión del Cerro del Cimatario y pequeñas áreas en la porción sureste. La textura del suelo en el parque es fina, a excepción de la cumbre del Cerro El Cimatario donde la textura es media

### Hidrología
El Cimatario forma parte de la cuenca hidrológica del Río Lerma-Santiago y aunque forma una subcuenca junto con la de Corregidora no hay cuerpos de agua conspicuos, tales como ríos o presas en el parque nacional aunque hay un pequeño arroyo.

### Clima
Predomina únicamente el clima semiárido seco con una temperatura media anual entre 18 y 22 °C. Su régimen de lluvias es de verano, con un porcentaje de lluvia invernal menor de la anual.

### Características Biológicas
La vegetación está formada por grupos vegetales con fisonomía arbustiva características de las zonas semiáridas y áridas, la vegetación rara vez supera los cuatro metros de altura, en épocas de lluvia es de un verde frondoso pero en tiempos de secas da impresión de que el cerro está desierto. Se distinguen principalmente las siguientes especies vegetales: huizache (Vachellia farnesiana), mezquite (Prosopis juliflora), nopales Opuntia, garambullo (Myrtillocactus geometrizans), izotes como la (Yucca filifera) y magueyes de tamaño pequeño como el Agave.
La fauna se encuentra representada por especies como: tlacuaches (Didelphis virginiana), conejos (Sylvilagus floridans), liebres (Lepus callotis), coyotes (Canis latrans), zorros grises (Urocyon cinereargenteus), cacomixtles norteños (Bassariscus astutus), mapaches boreales (Procyon lotor), zorillo (Spilogale putorius), Puma (Felis concolor), venados de cola blanca (Odocoileus virginianus), entre otras especies.

## Historia
Hay vestigios arqueológicos que se datan de 350 a 0 A.C. se cree que era importante para los habitantes y el nombre actual proviene de la castellanización de simaethe - coyote - e iro - macho -, del chichimeca-jonaz.
En este lugar se dio una batalla en la madrugada del 27 de abril de 1867 que ganaron los generales imperialistas Miguel Miramón, Ignacio Gutiérrez y Pantaleón Moret, al frente de 2,800 hombres, venciendo a las tropas republicanas de Ramón Corona, Nicolás Régules, Manuel Márquez de León y Aureliano Rivera. Después del triunfo, el emperador Maximiliano de Habsburgo concurrió al lugar de los hechos. Más tarde, las tropas republicanas se reagruparon y a las 11 de la mañana del mismo día 27 tomaron el cerro.

## Importancia
El Cimatario se decretó como área natural protegida el 21 de julio de 1982, la declaración expresaba textualmente: "Que en la problemática de los asentamientos humanos, ocupa un sitios de primordial importancia el relativo control de la contaminación y saneamiento ambiental de los centros de población, resultando imprescindible establecer zonas verdes arboladas que al mismo tiempo que coadyuven a la solución de los problemas señalados, constituyan espacios que sirvan al mejoramiento ecológico de los asentamientos humanos".

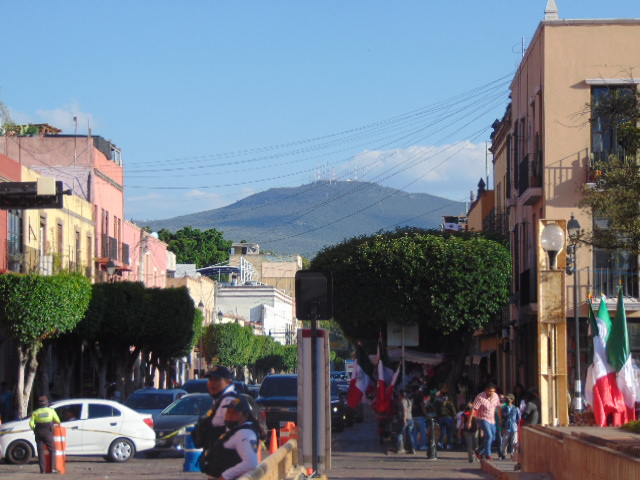
Cerro del Cimatario visto desde el centro de Querétaro

Conservar las áreas verdes y la diversidad biológica presente fue siempre la idea, con el pasar de los años y el crecimiento exponencial de la urbe conservar lo que se considera el pulmón de la ciudad. Se además es importante su contribución a ciclos básicos del agua (que incluyen la recarga de los acuíferos), intercambio de dióxido de carbono por oxígeno, calidad del aire y la conservación de suelos, lo cual incide en la calidad de vida de la población. 

### Importancia cultural y social
El Cimatario es el pico más prominente de la zona, por lo que es visible desde casi cualquier punto de la ciudad, al poseer antenas de telecomunicaciones en su cima es visible incluso de noche, el Cimatario es un símbolo de la ciudad de Querétaro su influencia es notoria ya que numerosas calles, avenidas, colonias y negocios llevan "cimatario" en sus nombres, ejemplos son el fraccionamiento, Cumbres del Cimatario o la avenida Cimatario. 

## Peligros
Proyectos de reforestación aunque con buenas intenciones causan la proliferación de especies exóticas (pinos, cedros y eucaliptos), los gatos y perros constituyen u importante riesgo para las especies nativas y el pastoreo de ganado ilegal altera el ecosistema, actividades gubernamentales como la remoción del suelo para prácticas de control de la erosión dañan la zona, se presenta ocasionalmente tala clandestina y extracción de piedras para construcción, pero el mayor riesgo de la zona natural es la expansión de la mancha urbana, y es que la ciudad ya alcanza las faldas del Cimatario la carretera Huimilpan-Querétaro baja por sus laderas y sobre esta misma se están construyendo varios fraccionamientos, ninguno invade como tal el parque, pero su cercanía al Cimatario preocupa a ambientalistas.  
En el 2007 un estudio propuso la derogación del Cimatario como parque nacional para dejarlo solo como zona de conservación ecológica alegando que no cumplía ya con las características de un parque nacional al acercarse demasiado a zonas urbanas, la propuesta no prosiguió y continua hasta la actualidad siendo un parque nacional.